# Aeroportul Avalon
Aeroportul Avalon (în engleză Avalon Airport) (IATA: AVV, ICAO: YMAV) este un aeroport din City of Greater Geelong⁠(d), Victoria, Australia ce deservește zona Geelong. A fost deschis în 1953 și numit după Avalon⁠(d).
Situat la o altitudine de 11 m, aeroportul dispune de 1 pistă.

## Infrastructură

### Piste
Aeroportul dispune de o singură pistă. Pista 18/36 are suprafața de asfalt și dimensiunile 3.048 m × 45 m. 